# Špiro Ćosić
Špiro Ćosić (20. listopada 1958.), bivši Hajdukov vratar. Prvi nastup za bili dres ima za Prvenstvo jugoslavije 13. kolovoza 1978. protiv Zagreba u Zagrebu kad nastupa u početnom sastavu, ali je na njoj dobio i gol. Završilo je rezultatom 1:1
Ćosić je sakupio 15 službenih nastupa i to 11 u prvenstvenim utakmicama, jednu za kup i 3 na europskim natjecanjima, a ostalih 20 su bile prijateljske utakmice.
Iz Hajduka odlazi u kruševački Napredak a karijeru završava 1984. u NK Zagrebu
Statistika u Hajduku
| Natjecanje        | Nastupi | Zgoditci |
| ----------------- | ------- | -------- |
| Prvenstvo         | 11      | 0        |
| Kup               | 1       | 0        |
| Superkup          | 0       | 0        |
| Međunarodne       | 3       | 0        |
| Splitski podsavez | 0       | 0        |
| Ukupno            | 15      | 0        |
| Prijateljske      | 20      | 0        |
| Sveukupno         | 35      | 0        |

## Vanjske poveznice
- World of Football